# 苦难的时代：美国奴隶制经济学
《苦难的时代：美国奴隶制经济学》是一本由美国经济学家罗伯特·福格尔与经济史学家斯坦利·L·恩格尔曼合著的著作，主题为美国奴隶制的经济史，1974年由W·W·诺顿公司出版，获得了1975年的班克洛夫特獎。